# Loxoconcha luciensis
Loxoconcha luciensis är en kräftdjursart som beskrevs av Brouwers 1993. Loxoconcha luciensis ingår i släktet Loxoconcha och familjen Loxoconchidae. Inga underarter finns listade i Catalogue of Life.